# Cophixalus parkeri
Espèce
Synonymes
- Cophixalus variegatus parkeri Loveridge, 1948

Statut de conservation UICN

 LC  : Préoccupation mineure
Cophixalus parkeri est une espèce d'amphibiens de la famille des Microhylidae.

## Répartition

Aire de répartition de Cophixalus parkeri.

Cette espèce est endémique des provinces de Morobe et Simbu en Papouasie-Nouvelle-Guinée. Son aire de répartition concerne les régions montagneuses. Elle est présente entre 2 000 et 2 600 m.

## Description
Le spécimen, une femelle, décrit par Loveridge mesurait 28 mm.

## Étymologie
Cette espèce est nommée en l'honneur d'Hampton Wildman Parker.

## Publication originale
- Loveridge, 1948 : New Guinean Reptiles and Amphibians in the Museum of Comparative Zoölogy and United States National Museum. Bulletin of the Museum of Comparative Zoology at Harvard College, vol. 101, no 2, p. 305-430 (texte intégral).